# Киновия
Кино́вия или общежи́тие (на гръцки: κοινοβιος – съвместен живот, общежитие) е християнска монашеска общност; манастир или скит с общежителен устав; една от формите на организация на монашеството още в началното му историческо развитие.
Монасите, живеещ в киновия, получават от манастира (скита) изцяло всичко необходимо за съществуването си – храна, облекло, подслон, грижа и т.н. Монасите се трудят безвъзмездно и резултатите от този труд принадлежат изцяло на манастира. Монасите нямат право на собственост и лично имущество, включително техния киновиарх игумен или дикей.
Начело на общежитието е игуменът на манастира (съотв. дикеят на скита), комуто всички братя безусловно се подчиняват. Всичко в киновията е общо и се прави съвместно: молитвите, храненето, работата. При постъпването си в манастира кандидатът за монах оставя светските си дрехи на съхранение у домакина и му се дава съответното манастирско облекло. Монахът се разпорежда с личното си имущество, като обикновено го раздава на бедните. Ако носи пари в себе си, ги оставя за общо братско ползване или също ги раздава на бедните. Срокът за изпитание в монашеството първоначално е един месец, а след това – три години. Този срок при крайни случай може да се намали по причина на болест или по преценка на игумена. Послушникът получава благословение от игумена, който го поверява на опитен в духовното ръководство монах. Последният подлага своя послушник на тежки изпитания и послушания, с цел да изпита търпението и послушанието му. Без волята на своя наставник послушникът не може да извърши нищо. Ако той не издържи успешно срока на послушание, облича отново своето светско облекло и напуска обителта. Ако ли се окаже достоен за монашеското призвание, бива подстриган за монах и облича съответното монашеско одеяние.